# Emmanuel Gono
Emmanuel Gono, född 29 oktober 2005 i Liberia, är en liberiansk fotbollsspelare som spelar för IK Start i OBOS ligaen, på lån från AIK.

## Klubblagskarriär

### Tidig karriär
Gono startade sin fotbollskarriär i Muscat FC innan han i december 2022 skrev på för den sierraleonska klubben FC Kallon från Freetown.
I december 2022 blev det även klart att Muscat FC och FC Kallon kommit överens om ett utvecklingsprogram som syftade till att förberedda Gono för spel i Europa. Under våren 2023 provspelade han för italienska Udinese och i januari/februari 2024 för svenska AIK.

### AIK
Efter att Gono varit på provträning med AIK under lagets försäsong 2024, där han även gjorde ett mål i en träningsmatch mot Karlsbergs BK, skrev han den 26 februari 2024 på ett kontrakt med klubben fram till och med den 31 december 2027.
Gono fanns för första gången med på AIK:s bänk den 13 april 2024 i en 1–1-match mot Mjällby AIF, men utan något inhopp. Han gjorde sin debut för klubben den 11 maj 2024 i en 3–1-förlust mot Sirius på Friends Arena, då han blev inbytt i den 64:e matchminuten mot Ismaila Coulibaly.

#### Lån till IK Start
Den 3 mars 2025 lånades Gono ut till den norska klubben IK Start över säsongen 2025. Samtidigt förlängde han sitt kontrakt med AIK fram till och med säsongen 2028.
Gono gjorde sin debut för Start den 5 april 2025 när han bytes in i den 89:e matchminuten i en 3–1-vinst borta mot Skeid. Första målet för klubben kom den 21 april 2025 då han gjorde lagets enda mål, assisterad av Tom Strannegård, i en 2–1-förlust mot Hødd.

## Spelstil
AIK:s chefsscout Wisur Hansen sade i december 2023 att Gonos spelstil påminde om den bosniske landslagsanfallaren Edin Dzeko, som spelar ett fysisktspel med sin kroppsstyrka. Gono har även tack vare sin längd på 196 cm goda förmågor i luftrummet. 
I en intervju med Fotbollskanalen.se i februari 2024 beskrev Gono sina styrkor som: 
| ”               | Jag har väldigt bra fysik, jag är bra i luften, jag är bra på att nicka, jag har styrkan och jag är kraftfull. | „ |
| – Emmanuel Gono | |   |

## Statistik
| Klubb | Säsong                                               | Inhemsk liga      | Inhemsk liga | Inhemsk liga | Nat. täv. | Nat. täv. | Internat. täv. | Internat. täv. | Totalt | Totalt |
| Klubb | Säsong                                               | Serie             | SM           | Mål          | SM        | Mål       | SM             | Mål            | SM     | Mål    |
| ----- | ---------------------------------------------------- | ----------------- | ------------ | ------------ | --------- | --------- | -------------- | -------------- | ------ | ------ |
| AIK   | 2024                                                 | Allsvenskan       | 1            | 0            | 0         | 0         | 0              | 0              | 1      | 0      |
| AIK   | Totalt i klubblag                                    | Totalt i klubblag | 1            | 0            | 0         | 0         | 0              | 0              | 1      | 0      |
| AIK   | Antal matcher och mål är korrekt per den 12 maj 2024 |                   |              |              |           |           |                |                |        |        |